# ジャスティン・キング (レフェリー)
ジャスティン・キング（Justin King、1983年 - ）は、アメリカ合衆国のプロレスのレフェリー。イリノイ州モリーン出身のアフリカ系アメリカ人。2009年よりWWEおよびFCWにて活動している。